# These Final Hours
These Final Hours és una pel·lícula australiana de ciència-ficció apocalíptica del 2013 de thriller escrita i dirigida per Zak Hilditch i protagonitzada per Nathan Phillips i Angourie Rice en el seu debut cinematogràfic. Va ser seleccionat per ser projectat com a part de la secció Quinzena de Cineastes del 67è Festival Internacional de Cinema de Canes.

## Argument
La pel·lícula té lloc a Perth i comença deu minuts després que un asteroide hagi xocat amb la terra a l'Atlàntic Nord, deixant aproximadament dotze hores fins a la posterior tempesta de foc global. arriba a Austràlia Occidental. James i la seva amant, Zoe, tenen relacions sexuals per última vegada a la seva casa de platja, on ella revela que està embarassada del fill de James. Desitjant bloquejar tots els sentiments i evitar el que vindrà, James renya a Zoe per compartir les seves notícies i marxa cap a "la festa per acabar amb totes les festes".
Després de robar-li el cotxe, es troba amb dos homes que han segrestat una noia i planegen violar-la. James els mata i rescata la noia. La noia, anomenada Rose, explica que la van separar del seu pare a Malaga en camí cap a la casa de la seva tia a Roleystone. Sense prou gasolina i desitjant anar a la seva festa, James planeja deixar-la amb la seva germana i els seus fills. Però en arribar, troba la seva germana i el seu marit morts a la dutxa i tres creus que marquen el que semblen ser les tombes de les seves nebodes en el que és un aparent assassinat-suïcidi.
Altres intents de localitzar el pare de la Rose o algú amb qui deixar-la no tenen resultat, i James finalment es dirigeix a la festa amb la Rose al remolc. La festa està plena de gent, s'està jugant un joc de ruleta russa i una orgia a l'interior de la casa. La Rose està notablement incòmoda i sembla que vol marxar. James es troba amb l'amfitrió de la festa, Freddy, la germana del qual és la xicota de James, Vicki. James deixa a la Rose a la piscina per parlar amb la Vicki. En una inversió de l'escena anterior amb Zoe, James intenta compartir un moment seriós amb la Vicki, només perquè ella el renyi per haver-la deixat amb les seves notícies.
La Vicki li mostra a James un búnquer construït sota el garatge d'en Freddy, que òbviament no té prou menjar, protecció o espai per a la miraculosa supervivència que Vicki imagina. James diu a Vicki i Freddy que tots moriran, fins i tot amb el búnquer. La reacció d'en Freddy a aquesta declaració informa a Vicki que el seu germà ho havia sabut tot el temps. James accepta que la seva mort és inevitable i no es pot bloquejar, i es compromet a reunir la Rose amb la seva família.
Mentrestant, fora, una dona afectada per les drogues segueix a Rose, afirmant que és la seva filla, Mandy. Quan James finalment torna a fora per trobar la Rose, està al·lucinant i vomita després d'haver estat coaccionada per prendre una píndola d'èxtasi, amb la dona inclinada sobre ella. James intenta sortir de la festa amb Rose, fent que la dona cridi que està segrestant el seu fill. Freddy manté a James a punta de pistola, abans que la Vicki agafi l'arma amb calma i dispari a la dona, dient-li a James que se'n vagi.
James condueix a Rose a la casa de la seva mare, amb qui es reconcilia mentre Rose es recupera. Li dóna benzina a James i a la Rose una mica de roba vella, i la parella se'n va a casa de la tia de la Rose. En arribar, sembla que ningú és a casa, però James troba els cossos de la família de Rose, inclòs el seu pare, fora en el que sembla ser un suïcidi en massa. Encara que histèrica davant la notícia de la mort del seu pare, la Rose insisteix a veure'l. James la consola i li porta el seu cos, i el posen al costat d'un estany amb flors mentre ella li diu que el seu pare volia que estiguessin junts fins al final. Aleshores, James confia a Rose sobre la seva relació amb Zoe i el seu embaràs, la qual cosa el porta a adonar-se del seu amor per ella. La Rose el convenç de que es reconciliï amb ella mentre encara pugui. Ell escolta el seu consell i els dos comparteixen un emotiu comiat abans que James se'n vagi. El seu cotxe se sobreescalfa a l'autopista quan s'acosta la tempesta de foc, i corre la resta del camí. Troba la Zoe a la platja, observant la tempesta de foc que s'acosta. Inicialment és hostil cap a James, però els dos es reconcilien ràpidament i confessen el seu amor mutu. Aleshores, la parella s'abraça i es gira cap a l'oceà mentre són consumits per la tempesta de foc.

## Repartiment
- Nathan Phillips com a James
- Angourie Rice com a Rose
- Jessica De Gouw com a Zoe
- Kathryn Beck com a Vicki
- Daniel Henshall com a Freddy
- Sarah Snook com la mare de Mandy
- Lynette Curran com a mare de James
- David Field com a home de la ràdio

## Recepció

### Taquilla
These Final Hours es va estrenar en una estrena limitada a tot Austràlia, amb una recaptació de 360.234 $ al llarg de tota la seva actuació cinematogràfica.

### Recepció crítica
Rotten Tomatoes, un agregador de ressenyes, informa que el 85% dels 59 crítics enquestats van donar a la pel·lícula una crítica positiva; la nota mitjana és de 7,00/10. El consens crític diu: "El guió estimulant de l'escriptor i director Zak Hilditch, i una actuació estel·lar de la jove Angourie Rice, fan que valgui la pena veure These Final Hours, encara que la premissa de la fi del món sigui massa familiar." Metacritic va puntuar la pel·lícula amb 61 sobre 100 basant-se en 9 ressenyes, indicant "crítiques generalment favorables".

## Màrqueting
La pel·lícula es va comercialitzar a través d'un lloc web que contenia un compte enrere per a l'impacte del meteor que es mostra a la pel·lícula, amb vídeos simulats de conferències de premsa, converses a les xarxes socials i molt més.

## Premis
A la XLVII Festival Internacional de Cinema Fantàstic de Catalunya va guanyar el premi al millor actor compartit amb Kōji Yakusho.

## Possible remake
El 2015, es va anunciar que EuropaCorp estava planejant un remake estatunidenc, en el qual Hilditch tornaria per escriure, dirigir i produir, però, no hi ha més actualitzacions ni notícies sobre la pel·lícula després que es confirmés.